# مؤسسة الإمارات للطاقة النووية
مؤسسة الإمارات للطاقة النووية هي الجهة المسؤولة عن تطوير محطات الطاقة النووية في دولة الإمارات العربية المتحدة وإدارتها وتشغيلها، مملوكة بالكامل للشركة القابضة إيه دي كيو المملوكة لإمارة أبو ظبي
تأسست المؤسسة في شهر ديسمبر 2009 بموجب مرسوم أصدره صاحب السمو الشيخ خليفة بن زايد آل نهيان، رئيس دولة الإمارات العربية المتحدة، لتلبية الطلب المتزايد على الطاقة الكهربائية وتنويع مصادر الطاقة وتحقيق أمن الطاقة في الدولة. تعمل المؤسسة على تطوير أولى محطات الطاقة النووية في الدولة في موقع براكة في المنطقة الغربية لإمارة أبوظبي، وسيضم الموقع بحلول عام 2020 أربعة من مفاعلات الطاقة النووية المتقدمة 1400. ومن المتوقع أن تبدأ المحطة الأولى عملياتها التجارية عام 2017، مع تشغيل محطة إضافية بعدها في كل عام حتى حلول عام 2020، وذلك حسب الموافقات الرقابية والتنظيمية
بدأت الأعمال الإنشائية في المحطة الأولى في شهر يوليو 2012  بعد صب خرسانة السلامة الأولى، وبدأت للمحطة الثانية في شهر مايو 2013 وذلك بعد استلام رخصة الإنشاء من الهيئة الاتحادية للرقابة النووية وشهادة عدم الممانعة من هيئة البيئة - أبوظبي.
تتضمن إنجازات المشروع حتى الآن إنهاء أعمال تركيب لوح البطانة المعدني في مبنى احتواء المفاعل للمحطة الأولى في شهر نوفمبر 2013 ، وتركيب جهاز تكثيف البخار للمحطة الأولى في شهر فبراير 2014 ، وتركيب حاوية المفاعل الأولى لمحطات الطاقة النووية السلمية في الدولة في شهر مايو 2014.
واحتفلت المؤسسة في شهر سبتمبر 2014 ببدء أعمال صب خرسانة مبنى احتواء المفاعل في المحطة الثالثة، ويأتي هذا الإنجاز بعد استلام رخصة إنشاء المحطتين الثالثة والرابعة من الهيئة الاتحادية للرقابة النووية.
وستتقدم المؤسسة في عام 2015 بطلب ترخيص التشغيل للمحطتين الأولى والثانية على أن يبدأ تشغيل المحطة الأولى عام 2017. الجدير بالذكر أن المؤسسة افتتحت في شهر أبريل 2014 مركز التدريب على أجهزة المحاكاة في موقع براكة، ويضم جهازي محاكاة مطابقان لغرف التحكم الرئيسية الحقيقية، وسيحاكيان الظروف وبيئة العمل الحقيقية في المحطات وذلك لتحضير مشغلي المفاعلات النووية في المؤسسة لبدء العمليات التشغيلية.
يشغل سعادة المهندس محمد إبراهيم الحمادي منصب الرئيس التنفيذي للمؤسسة، تحت إشراف مجلس إدارة مكون من أهم المسؤولين في الدولة وخبراء الطاقة الدوليين.

## شهادات الجودة
حصلت مؤسسة الإمارات للطاقة النووية على ست شهادات ISO من شركة «إنترتك» الرائدة في خدمات الجودة والسلامة ومجموعة من إجراءات مراجعة الأعمال وخدمات الدعم لقطاعات كثيرة متنوعة حول العالم.

## التعاون الدولي
تعمل مؤسسة الإمارات للطاقة النووية وفقًا لتوجيهات شبكة واسعة من المؤسسات من بينها المجلس الاستشاري الدولي والوكالة الدولية للطاقة الذرية والاتحاد الدولي للمشغلين النوويين ومعهد مشغلي الطاقة النووية.

## المقاول الرئيسي: الشركة الكورية للطاقة الكهربائية (كيبكو)
في 29 ديسمبر 2009، منحت مؤسسة الإمارات للطاقة النووية عقد تصميم محطة براكة للطاقة النووية وبنائها وتشغيلها للشركة الكورية للطاقة الكهربائية (كيبكو). وبلغت قيمة العقد نحو 20 مليار دولار أمريكي.

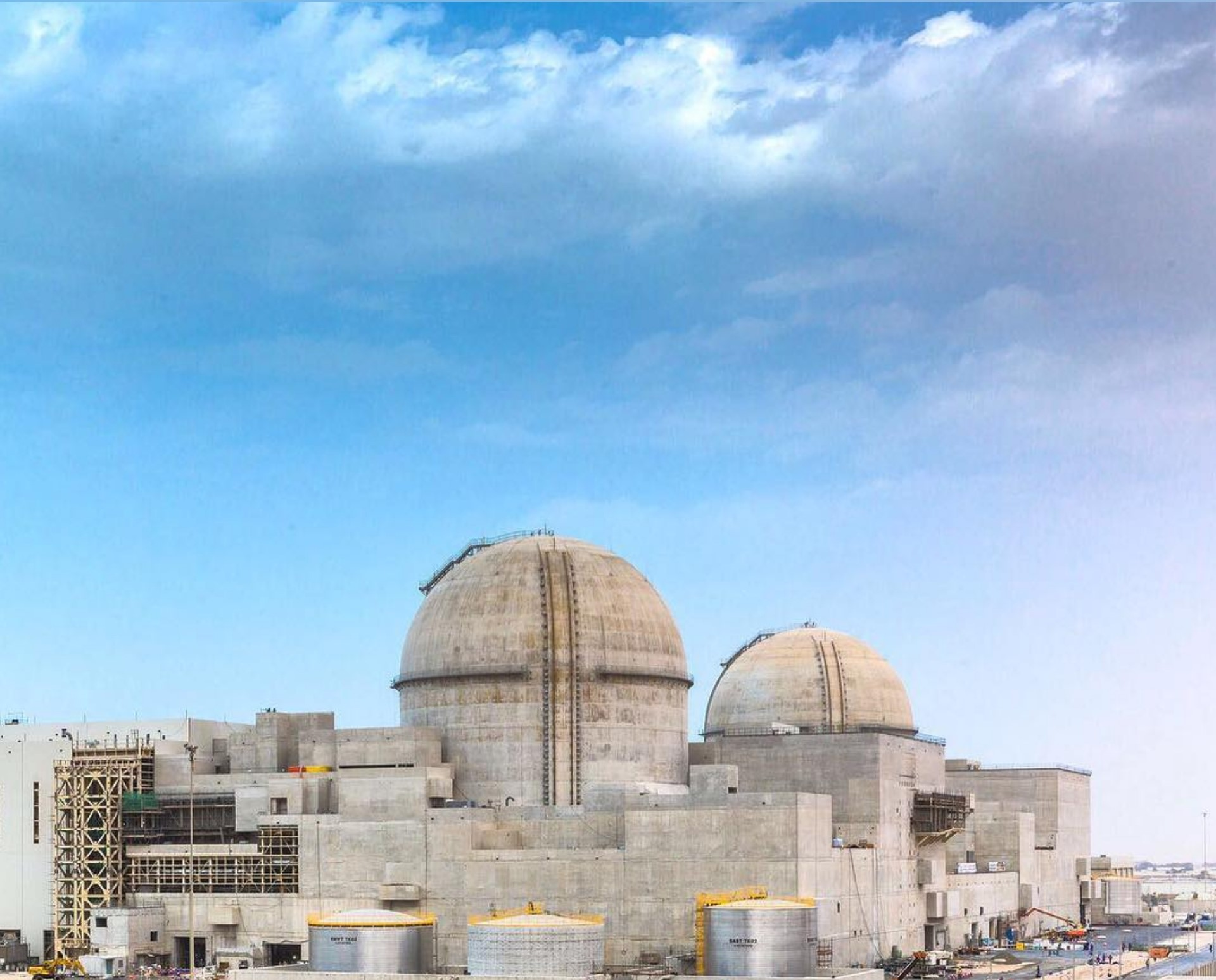
محطة البراكة للطاقة النووية

ويتضمن العقد بنود لوضع برامج تدريبية مكثفة وبرامج تنمية الموارد البشرية وبرامج تعليمية، وذلك من أجل دعم مؤسسة الإمارات للطاقة النووية في بناء القدرات البشرية اللازمة لتعزيز قطاع الطاقة النووية في الدولة.

## التكنولوجيا: مفاعلات الطاقة النووية المتقدمة (APR1400)
قامت مؤسسة الإمارات للطاقة النووية باختيار تصميم شركة كيبكو من مفاعلات الطاقة النووية المتقدمة 1400 من الجيل الثالث بقدرة تشغيلية تبلغ 1400 ميغاواط لمحطاتها المستقبلية. وصُممت المحطات لمقاومة المظاهر الطبيعية مثل موجات تسونامي والهزات الأرضية والتأقلم مع الظروف المناخية في الإمارات العربية المتحدة وتلبية متطلبات الهيئة الاتحادية للرقابة النووية.
وتعمل شركة كيبكو حاليًا على إنشاء أول مفاعلي طاقة نووية المتقدمة 1400 في كوريا الجنوبية، وستكون هذه المحطات بمثابة المحطات المرجعية لدولة الإمارات العربية المتحدة.

## اختيار الموقع
اختارت مؤسسة الإمارات للطاقة النووية موقع براكة في المنطقة الغربية من إمارة أبوظبي لإنشاء المحطات النووية الأربعة ويبعد نحو 53 كيلومترًا نحو الجنوب الغربي من مدينة الرويس.  ومنحت الهيئة الاتحادية للرقابة النووية موافقتها على الموقع المُختار في رخصة الإنشاء للمحطتين الأولى والثانية والتي صدرت في شهر يوليو 2012.
واختير موقع براكة استنادًا إلى عوامل بيئية وتقنية وتجارية من بينها:
- تاريخ الزلازل في المنطقة
- البعد عن المناطق السكنية
- القرب من مصادر المياه
- القرب من شبكات الطاقة الكهربائية
- القرب من مرافق البنية التحتية للصناعة والنقل
- الظروف المناسبة للبناء وتحقيق الأمن وإخلاء الطرق
- القدرة على الحد من الأثر البيئي

## التطوير الصناعي
يحتاج تطوير برنامج الطاقة النووية السلمية في دولة الإمارات إلى تطوير سلسلة توريد متخصصة وقوى عاملة كفؤة لخدمة هذا القطاع الجديد والمتطور.
ونتيجةً لذلك، وضعت المؤسسة فريقًا خاصًا وهو فريق التطوير الصناعي بهدف مساعدة الشركات المحلية للارتقاء بمعايير الجودة لديها لتطابق معايير الجودة النووية العالمية، مما يتيح لها المشاركة في المناقصات التي تطرحها المؤسسة.
وحتى شهر أبريل 2014، ساهمت أكثر من 1000 شركة إماراتية في برنامج المؤسسة، ونجحت بالحصول على عقود تبلغ قيمتها أكثر من 1.7 مليار دولار أمريكي لتوريد مجموعة من الخدمات والمواد التي ستدعم عمليات إنشاء أولى محطات الطاقة النووية.
وقد مُنحت العقود للشركات بالتعاون بين المؤسسة ومقاولها الرئيسي المتمثل في شركة كيبكو، ومن هذه الشركات: شركة ديسكون للهندسة وشركة بن عشير وشركة الجرافات البحرية الوطنية ومجموعة بينونة الغربية وشركة حديد الإمارات وشركة دبي المحدودة للكابلات (دوكاب).

## زيارات كبار الشخصيات إلى موقع براكة

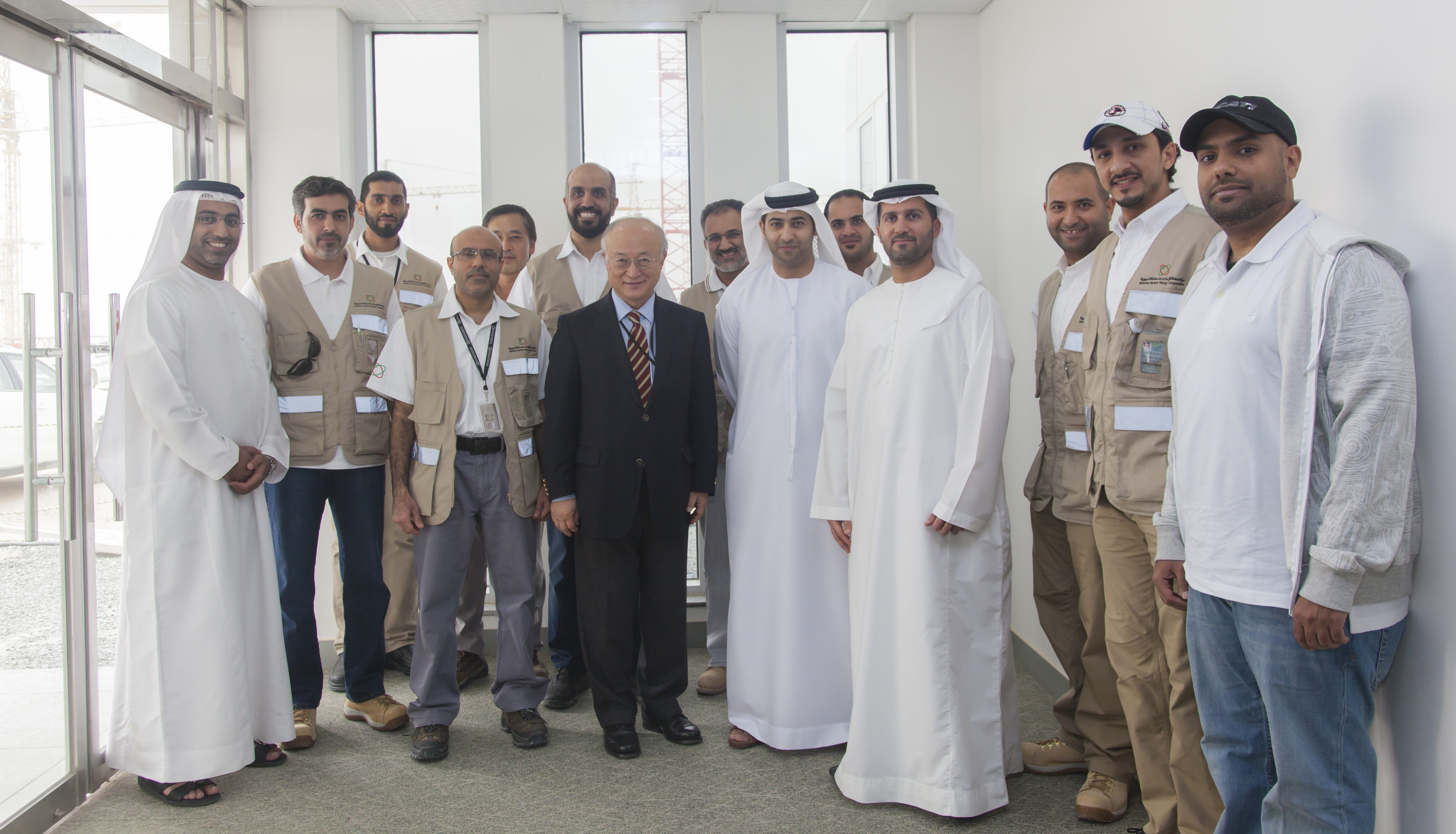
يوكيا أمانو مع فريق مؤسسة الإمارات للطاقة النووية

استضافت مؤسسة الإمارات للطاقة النووية منذ تأسيسها العديد من الوفود الرسمية في موقع براكة، للتعريف بآخر تطورات الأعمال الإنشائية لأولى محطات الطاقة النووية. وفي شهر سبتمبر 2012، رحب الشيخ محمد بن زايد آل نهيان ولي عهد أبوظبي نائب القائد الأعلى للقوات المسلحة، بالرئيس لي ميونج باك رئيس جمهورية كوريا في موقع براكة لاطلاعه على أهم الإنجازات التي حققتها المؤسسة في الموقع، ومناقشة المزيد من سبل التعاون المشترك بين الدولتين.
وفي شهر مايو 2014، استضافت المؤسسة وفدًا رفيعًا برئاسة منصور بن زايد آل نهيان نائب رئيس مجلس الوزراء وزير شؤون الرئاسة، و بارك غوين-هي رئيسة جمهورية كوريا الجنوبية. وأقيمت الزيارة بمناسبة وصول حاوية المفاعل لأولى محطات الطاقة النووية السلمية في براكة.
وفي شهر يناير 2014، استضافت المؤسسة الوزير يون سانغ وهو وزير التجارة والصناعة والطاقة لكوريا الجنوبية، لتعريفه بآخر المستجدات الإنشائية وتعزيز العلاقات الثنائية بين البلدين.

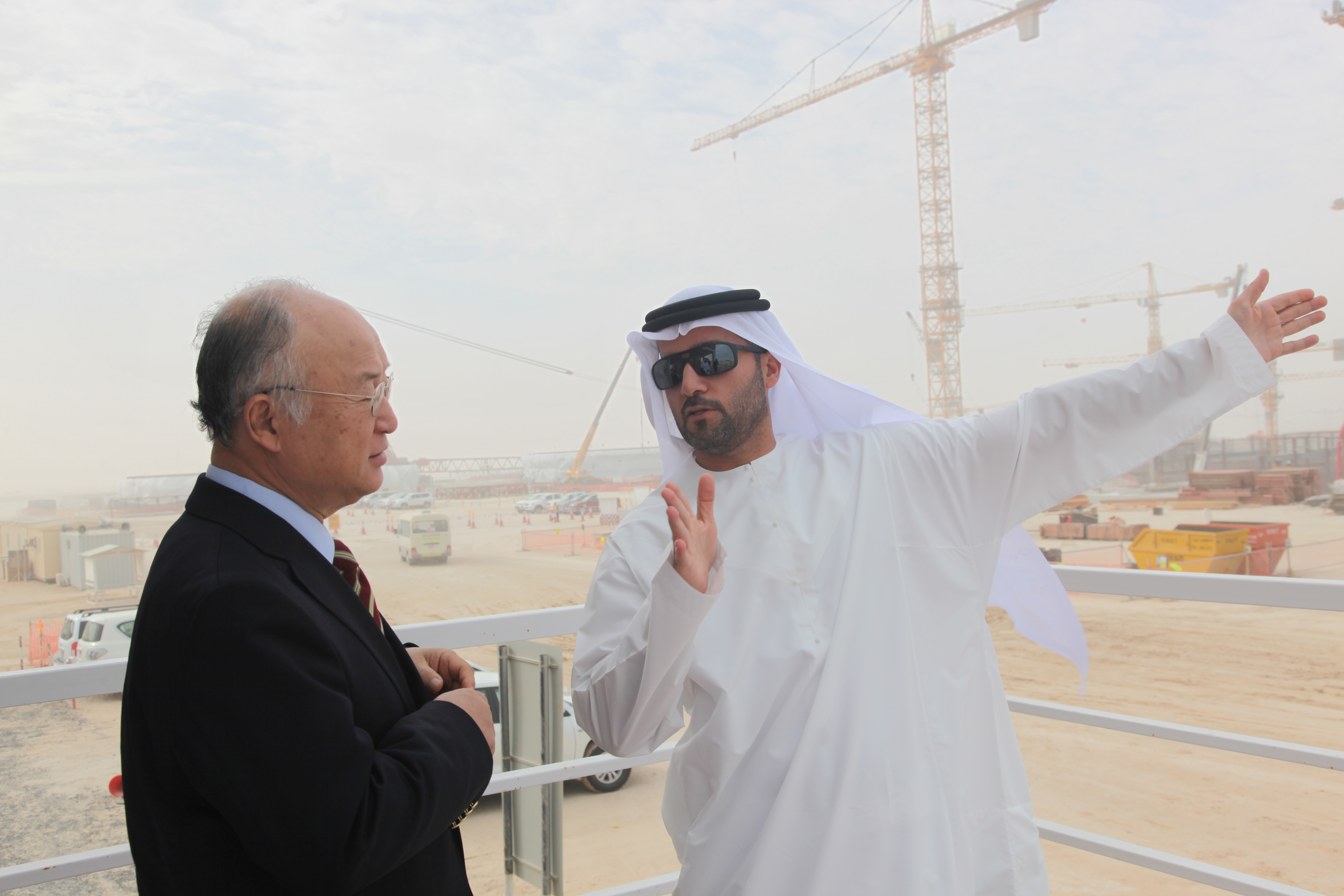
يوكيا أمانو في جولة في موقع براكة

وفي شهر يناير 2013، استضاف ممثلو المؤسسة يوكيا أمانو المدير العام للوكالة الدولية للطاقة الذرية واصطحبوه في جولة حول موقع براكة، وقد أشاد السيد أمانو في هذه الزيارة بمستوى السلامة المعمول به في عمليات إنشاء محطات الطاقة النووية السلمية.
ومن زيارات الوزارية الأخرى كانت زيارة السيد كيم هوانغ سيك رئيس وزراء جمهورية كوريا الجنوبية في شهر يناير 2012 ، و سوك ووهونك وزير اقتصاد المعرفة لجمهورية كوريا الجنوبية في شهر مارس 2012.
في سبتمبر 2024 اكتمل التشغيل التجاري لمحطة "براكة" للطاقة النووية، وقالت مؤسسة الإمارات للطاقة النووية  إن المحطة التي تضمّ أربعة مفاعل باتت تنتج  40 تيراواط في الساعة من الكهرباء سنويا، وما يصل إلى 25% من احتياجات دولة الإمارات من الكهرباء وتدعم الشركات الكبرى مثل شركة بترول أبو ظبي الوطنية  (أدنوك)وحديد الإمارات أركان وشركة الإمارات العالمية للألمنيوم وتمكنهم من تصنيع منتجات تم إنتاجها بالطاقة النظيفة.

## شركات تابعة
- شركة نواة للطاقة[30]

## وصلات خارجية
- الموقع الرسمي